# Hitachi (książę)
Hitachi (jap. 常陸宮正仁親王 Hitachi-no-miya Masahito Shinnō; ur. 28 listopada 1935 w Tokio) – książę japoński, drugi syn i szóste dziecko cesarza Hirohito i cesarzowej Nagako, młodszy brat emerytowanego cesarza Akihito.
Zajmuje trzecie miejsce w sukcesji do chryzantemowego tronu. Przed ślubem używał tytułu Książę Yoshi (Yoshi-no-miya Masahito). Podczas bombardowań Tokio przez wojska amerykańskie w 1944 roku został ewakuowany do Nikkō. Ukończył studia chemiczne na Uniwersytecie Gakushuin.
W dniu 30 września 1964 roku poślubił Hanako Tsugaru i otrzymał tytuł Księcia Hitachi. Para nie ma dzieci. Obecnie książę jest prezesem towarzystw działających na rzecz pomocy niepełnosprawnym, współpracy międzynarodowej oraz ochrony środowiska.
W 1965 roku odznaczony duńskim Orderem Słonia.